# Azolla filiculoides
Azolla filiculoides là một loài dương xỉ trong họ Salviniaceae. Loài này được Lam. mô tả khoa học đầu tiên năm 1783.

## Hình ảnh

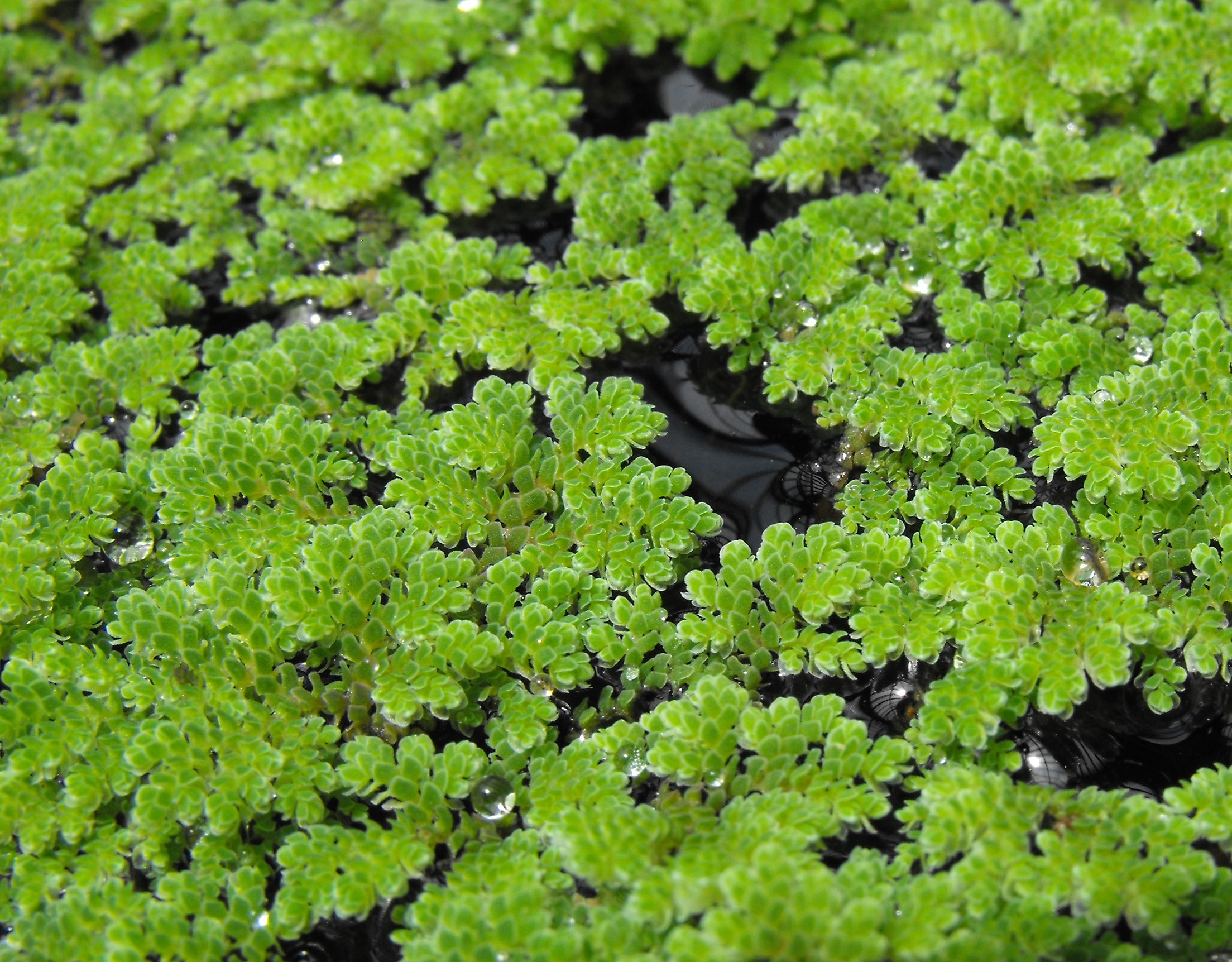
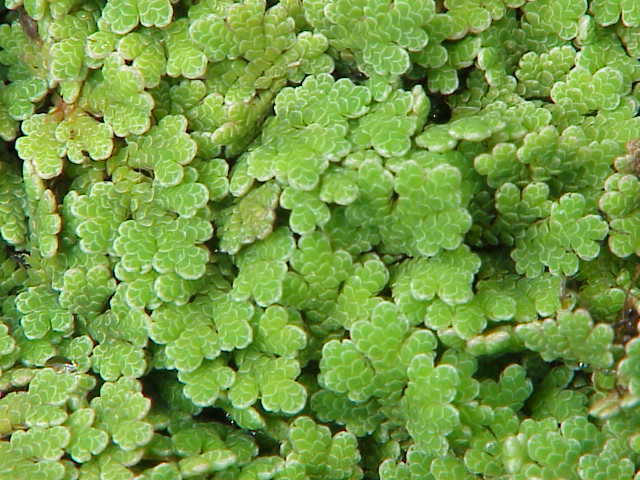
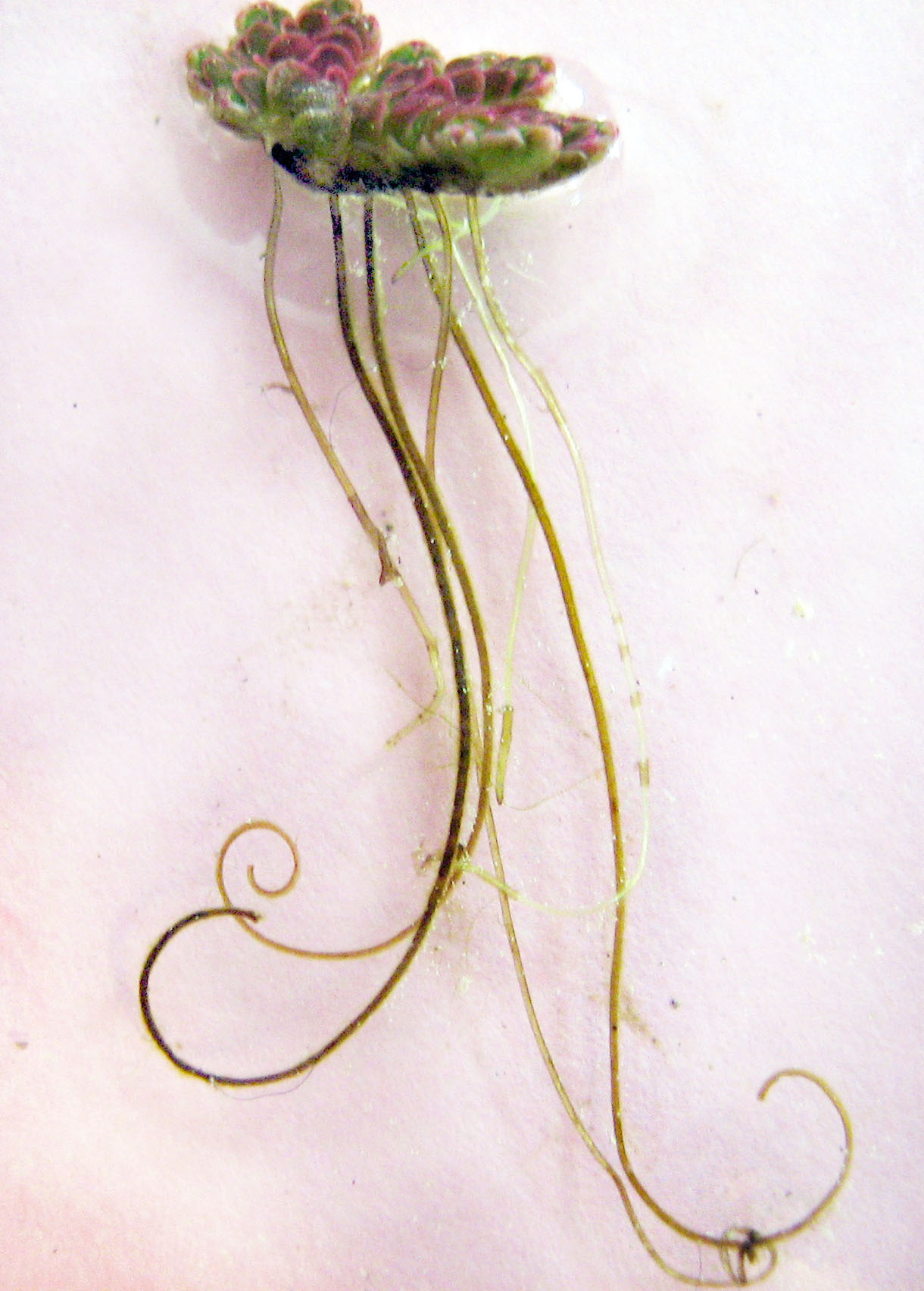
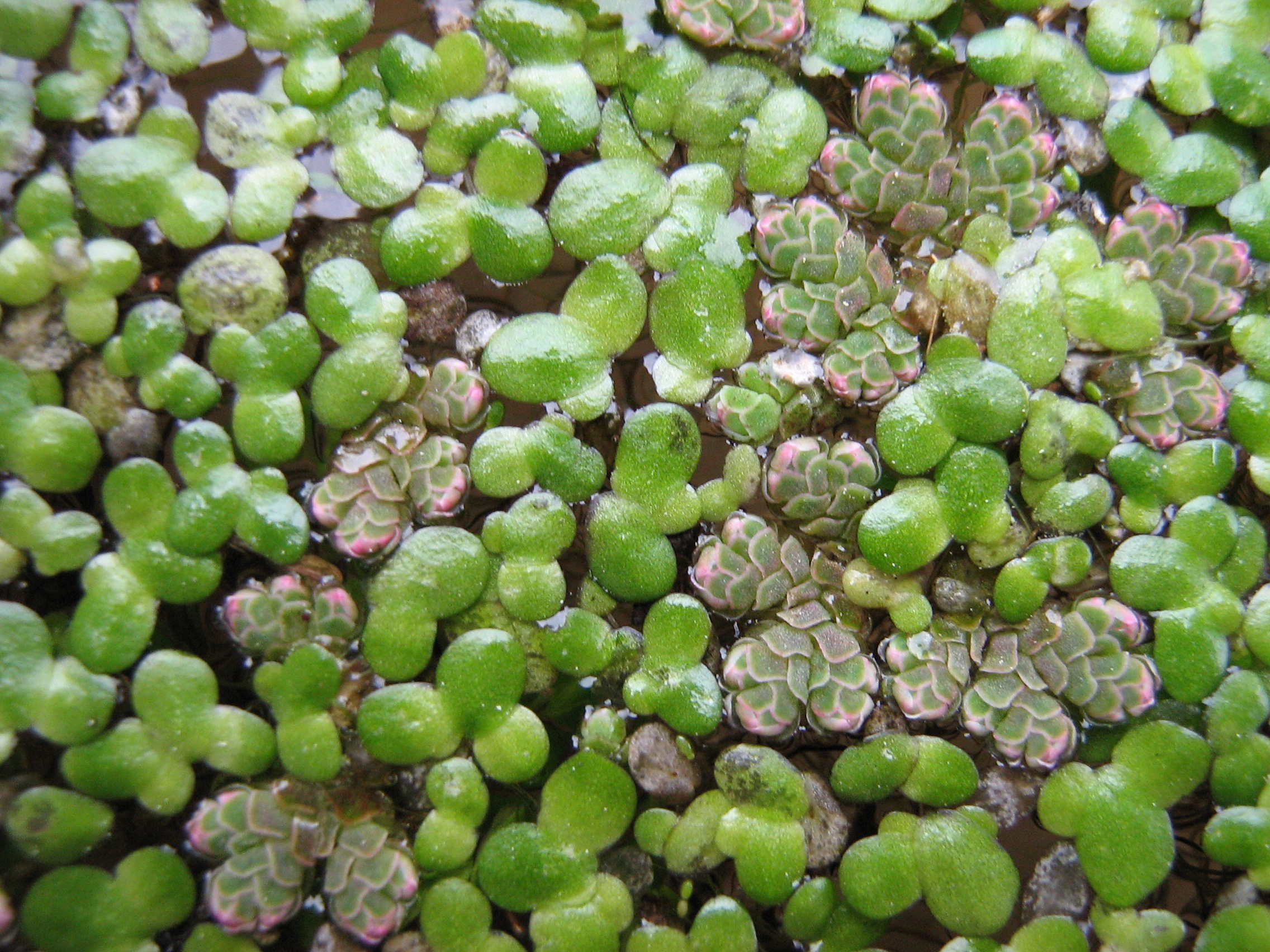